# Glockengießer in Linz
Wie in vielen mittelalterlichen und neuzeitlichen Städten Europas hat auch das Glockengießen in Linz an der Donau eine lange Tradition.

## Geschichte
Der erste Linzer Glockengießer war Benedikt Reicher im ersten Viertel des 16. Jahrhunderts.
Die Linzer Glockengießer waren hauptsächlich in Oberösterreich, Niederösterreich und Südböhmen tätig. Benachbarte größere Glockengießer-Werkstätten befanden sich in Steyr (um 1500–1899), Passau (seit 1455, derzeit Glockengießerei Rudolf Perner), Braunau am Inn (1437–1891/1894) und Salzburg (1440–1866).
Die Glockengießergasse erhielt spätestens 1815 ihren Namen vom sogenannten Glockengießerhaus in dieser Straße. An ihrem westlichen Ende wurde 1862 der Grundstein für den neuen Linzer Dom gelegt, sodass 1894 die Glockengießergasse nach Bischof Franz Joseph Rudigier, dem Initiator des Dombaus, in Rudigierstraße umbenannt wurde.
Eine Glockengießerei im Sinne einer Firma entstand 1917 im Nachbarort St. Florian.

### Liste von Linzer Glockengießern
| Name                 | Zeitraum  |
| -------------------- | --------- |
| Reicher Benedikt     | 1519–1525 |
| Kaltenecker Augustin | 1579–1589 |
| Seiser Christoph     | 1603–1635 |
| Reuter Johann        | 1626–1646 |
| Fidler Martin        | 1636–1649 |
| Rohrer Hans          | 1651–1678 |
| Prammer Johann       | 1693      |
| Schorer Melchior     | 1678–1706 |
| Creuz Silvius        | 1709–1745 |
| Potz Karl            | 1758–1774 |
| Bandl Thomas         | 1775      |
| Zöchbaur Michael     | 1773–1798 |
| Zöchbaur Anna Maria  | 1799–1802 |
| Gammel Leopold       | 1800–1820 |
| Teufelmayr Michael   | 1821–1823 |
| Hollederer Johann    | 1827–1843 |
| Hollederer Franz     | 1844–1879 |
| Gugg Anton           | 1891–1913 |

### Glockengießerei St. Florian
Gegen Ende des Ersten Weltkriegs, in dem zahlreiche Kirchenglocken beschlagnahmt und für Kriegszwecke eingeschmolzen wurden, wurde am 17. Februar 1917 die Oberösterreichische Glocken- und Metallgießerei gegründet, um den nach Kriegsende den erwarteten Bedarf an neuen Glocken decken zu können. Aus dieser Werkstatt in St. Florian stammt Österreichs berühmteste Glocke: Die Neue Pummerin trat ihre Reise nach Wien am 25. April 1952 von Linz aus an, woran der sogenannte Glockenring der Pummerin vor dem Linzer Landhaus erinnert.

## Glockengießer

### Benedikt Reicher
Namensvarianten: Benedict Reicher, Benedikt Reicher.
Der erste als Glockengießer tätige Linzer war Büchsenmeister Benedikt Reicher, Sohn des bekannten Salzburger Glockengießers Hans Reicher. Ihm können mehrere Glocken zwischen 1519 und 1525 zugeordnet werden:
- 1519 Neuguss der zersprungenen, großen Glocke (Kaiserin) der Linzer Stadtpfarrkirche.[6]
- 1524 eine 840 kg schwere, noch erhaltene Glocke für die Pfarrkirche Bad Zell

### Augustin Kaltenecker
Namensvarianten: Augustin Kalteneckher, Augustin Kaltheneckher, Augustin Kaltenegger.
Nach einem kurzen Einbruch der Glockenproduktion in Linz führte Augustin Kaltenecker von 1579 bis 1589 das Handwerk fort, der 1582 gemeinsam mit Peter Guet auch den Planetenbrunnen im Linzer Landhaus gestaltete.
Ausgewählte Werke:
- 1583 zwei Schellen (Uhrglocken) für den neuen Turm im Stift Kremsmünster[7]
- 1586 große Glocke in der Pfarrkirche Eferding
- Glocken für die Wallfahrtskirche Maria Taferl[7]

### Martin Fidler
Namensvarianten: Martin Fidler, Martinus Fidler, Martin Fitler.
Martin Fidler war Hausbesitzer in Linz, Hauptplatz 35, und starb am 20. November 1649.
Ausgewählte Werke:
- 1636 eine Glocke für Niederwaldkirchen
- 1638 eine Glocke für Schleißheim und eine Glocke für Schlierbach
- 1639 und 1649 für Kremsmünster
- 1642 zwei Glocken für die Pfarrkirche Klam[9], drei Glocken für Grein
- 1648 je eine Glocke für die Stiftskirche St. Florian und die Johanneskirche in St. Florian.

### Melchior Schorer
Namensvarianten: Melchior Schorer, Melchior Schorrer, Melchior Schurer.
Durch die Hochzeit mit der Witwe Eva Catharina Rohrer am 26. September 1678 kam Melchior Schorer in den Besitz der Rohrer'schen Glockengießerei. Zwei Tage später, am 28. September 1678, wurde Melchior Schurer in die Linzer Bürgerschaft aufgenommen. Die Handwerksfamilie wohnte im vornehmen Haus Hauptplatz Nr. 6, während der Glockengießerstadel sich in der Vorstadt, heute Landstraße 40, befand. Neben Glocken fertigte Schorer auch Tafelleuchter, Kirchenleuchter, Rauchfässer und Stukkaturen an. Melchior Schorer starb am 23. November 1709 im Alter von 60 Jahren. Die Witwe Eva Schorer vermachte einen Teil der Erbschaft dem Bürgerspital, dem Thornmüller'schen Armenhaus und den beiden Siechenhäusern im Weingarten und in Straßfelden zu Linz.
Ausgewählte Werke:
- 1678 eine Glocke für Steinerkirchen an der Traun[10]
- 1679 eine Glocke für Ardagger[10]
- 1680 eine Glocke für das Minoritenkloster Krumau[12]
- 1680/82 eine Glocke für die Kirche von Langhalsen[13]
- 1682 eine noch erhaltene Glocke für die Pfarrkirche Arnreit
- 1683 eine Glocke für Hořice na Šumavě (Höritz), die später bei einem Brand beschädigt wurde, Aufschrift „Melchior Schurer in Linz goss mich 1683“[12]
- 1688 aus türkischen Kanonen die Türkenglocke, 1692 die Elferglocke und Zwölferglocke für die Pfarrkirche Mauthausen (alle drei Barockglocken sind noch erhalten)
- 1688, 1689 und 1690 je eine Glocke für Sonntagberg[10]
- 1692 die große Glocke für die Pfarrkirche Altmünster[14]
- 1692–1703 mehrere Glocken für Stift Lambach[15]
- 1693 ein harmonisches Geläute von fünf Glocken für die Linzer Stadtpfarrkirche.[6][16] Darunter befindet sich die große Glocke, die Michael Schorer aus dem Material der alten Kaiserin, die Kaiser Maximilian I. 1494 der Stadtpfarrkirche geschenkt hatte, goss.[16] Der Glockenring am Hauptplatz von Linz mit der Inschrift „1693“ erinnert an das denkwürdige Ereignis dieses Jahres.
- 1700 die große Glocke für Schloss Krumau[10] und die 168 kg schwere kleine Glocke (1917 abgeliefert) für die Pfarrkirche Naarn.
- 1701 eine Glocke für die Wallfahrtskirche Heilbrunn (Hojná Voda) bei Gratzen (Nové Hrady)[10]
- 1704 eine Glocke mit 98 cm Durchmesser für die Kaplaneikirche Kirchberg[17]

Im Jahr 1697 warb Melchior Schorer mit Verweis auf sein gelungenes Werk in Linz bei Bischof Lamberg um den Auftrag für ein Geläut in der neuen Wallfahrtskirche Maria Taferl, was aber mit Hinweis auf fehlendes Metall und Geld abgelehnt wurde. Erst seine Nachfolger in Linz bekamen später Aufträge für Maria Taferl.

### Silvius Creuz
Namensvarianten: Sylvius Creiz, Silvio Creuz, Silvio Croce, Silvio de Cruce, Silvius Creuz, Silvius Kreuz, Sylvius Kreuz, Sylvius Kreutz.
Silvius Creuz wurde um 1671 geboren und dürfte schon 1702 als Werkführer bei Melchior Schorer tätig gewesen sein. Silvius Creuz wirkte vor allem in Oberösterreich und im Bezirk Krumau. Neben seiner Tätigkeit als Glockengießer wirkte er auch bei den „Wasserwerken“ im Stift Sankt Florian und Stift Melk mit. Er starb am 8. Juli 1754.
Werke während seines vorübergehenden Aufenthalts in Budweis:
- 1702, 1709 und 1713 Glocken für das Kloster Vyšší Brod (Hohenfurt)[19]
- 1704 Chelčice[21]
- 1705 Umíráček (Totenglöcklein) für den Schwarzen Turm in Budweis[21]
- 1705 und 1708 Glocken für die Wallfahrtskirche Kájov (Gojau)[20]

Während seiner Linzer Zeit:
- 1721 eine Glocke mit 78 cm Durchmesser für die Kaplaneikirche Kirchberg[17]
- 1721, 1727 und 1741 mehrere Glocken für Stift Lambach[15]
- 1723 drei große Glocken (Bumerin, Marta und Oktáva) für den Schwarzen Turm in Budweis[21]
- 1728 große Glocke für Ondřejov u Kaplice (Andreasberg am heutigen Truppenübungsplatz Boletice), 1917 abgeliefert[22][20]
- 1729 fünf Glocken für das Kloster Zlatá Koruna[20]
- 1731 fünf Glocken für neu umgebaute Stadtpfarrkirche Wels (die größte ist noch erhalten) und drei Glocken für Pregarten[19]
- 1733 fünf Glocken für Stift Wilhering nach dem großen Brand am 6. März 1733,[23] vier Glocken für Gutau nach dem Marktbrand
- 1739 Světlík[20]
- 1742 Rožmberk nad Vltavou (Rosenberg)[19]

Nach 1745:
- 1745 Zelnava[20]
- 1746 Kaplice[19]
- 1747 Hořice na Šumavě[20]
- 1748 eine[19] oder zwei[18] Glocken für Maria Taferl; eine Glocke für die St.-Veit-Kirche in Krummau[20]
- 1749 Vltavice[20]
- 1752 Pfarrkirche Obermixnitz

### Karl Potz
Namensvarianten: Carl Poz, Karel Poz, Karel Potz, Karl Potz
Karl Potz heiratete am 12. November 1754 die Tochter Maria Franziska des im selben Jahr verstorbenen Silvius Creuz und kam dadurch in den Besitz dieser Werkstätte.
Ausgewählte Werke:
- 1754 Offenhausen[24]
- 1755 drei Glocken für Liebenau, eine Glocke für Dolní Dvořiště (Unterhaid)[24] und eine Glocke für die Perger Kalvarienbergkirche, die noch erhalten ist und seit 1917 als Zügenglocke in der Stadtpfarrkirche Perg dient.
- 1756 zwei Glocken für Schloss Haus (Wartberg ob der Aist)[24]
- 1758 eine Glocke (1917 abgeliefert) für die Filialkirche Niederzirking[10]
- 1759 zwei Glocken für das neue Krankenhaus der Barmherzigen Brüder (Linz) und eine Glocke für die neu umgebaute Minoritenkirche (Linz)[24]
- 1760 Horní Planá (Oberplan)[20]
- 1761 vier Glocken für Bad Ischl und eine Glocke für die Schlosskapelle Weinberg[24]
- 1765 eine Glocke für Rožmitál na Šumavě (Rosental)[24]
- 1773 je eine Glocke für Ungenach und die Wallfahrtskirche Maria Schutz am Bründl in Bad Leonfelden[24]
- 1774 je eine Glocke für St. Oswald bei Freistadt und Rainbach im Mühlkreis[24]

### Michael Zöchbaur
Namensvarianten: Johann Michael Zöchbaur, Michael Zöchbaur
Zöchbauer stellte Glocken hauptsächlich für den Raum Oberösterreich her. Daneben beschäftigte sich Zöchbaur mit der Anfertigung von Feuerspritzen. Er starb am 27. Mai 1798 im Alter von 52 Jahren. Sein Marmorepitaph mit der bezeichnenden Darstellung der Sintflut ist im Linzer Landesmuseum aufbewahrt.
Ausgewählte Werke:
- 1773 eine Glocke für Atzbach[25]
- 1774 zwei Glocken für Waldneukirchen[25]
- 1775 eine Glocke für Stift Lambach[15][25] und eine Glocke für Hohenfurt[25]
- 1784 je eine Glocke für die Pfarrkirche St. Johann am Wimberg, Krenglbach, Rohrbach-Berg und Steinerkirchen am Innbach[25]
- 1786 eine Glocke, die 1962 vom Stadtmuseum Linz erworben wurde[26]
- 1796 eine Glocke für Grein, kleinste Glocke für Ondřejov u Kaplice (Andreasberg)[22]
- 1797 je eine Glocke für Arbing und Kreuzen[25]
- 1798 je eine Glocke für Königswiesen, Neumarkt und Pfarrkirchen[25]

### Anna Maria Zöchbaur
Ausgewählte Werke der Witwe Anna Maria Zöchbaur:
- 1798 Schwertberg[25]
- 1799 je zwei Glocken für Ansfelden und Fischlham, je eine Glocke für Mitterkirchen im Machland und für die Pöstlingbergkirche[25]
- 1801 je zwei Glocken für den Linzer Landhausturm und für Natternbach[25]
- 1802 zwei Glocken für St. Georgen im Attergau[25]

### Leopold Gammel
Namensvarianten: Johann Leopold Gammel, Leopold Gammel
Nach dem Tod von Michael Zöchbaur war Leopold Gammel Geschäftsführer bei der Witwe Zöchbaur, die er im Alter von 33 Jahren am 21. Februar 1803 heiratete. Am 24. Mai 1821, einen Monat vor seinem Tod am 23. Juni 1803, verkaufte Gammel die Glockengießerei an der Landstraße 40 mitsamt zwei Schmelzöfen (für 5600 kg bzw. 1400 kg Metall), drei Windöfen, einem kleinen Gussofen, eingemauertem Kupferkessel und zwei großen Aufzügen mit doppelten Seilen und Rädern an seinen Nachfolger Michael Teufelmayr.
Ausgewählte Werke:
- 1800 je eine Glocke für Aussee[27] und die Filialkirche Kimpling in der Gemeinde Kallham[28]
- 1801 die kleine Glocke in Strčíce[29]
- 1804 zwei Glocken für Neumarkt an der Ybbs[27]
- 1813 die große Glocke in Doudleby (Deindles bei Budweis)[29]; Glocke für eine Kapelle in St. Florian[30]
- 1817 zwei Glocken für Leopoldschlag und je eine Glocke für Kasten (Gemeinde Vichtenstein) und Laussa[27]
- 1820 Putzleinsdorf[27]

### Michael Teufelmayr
Michael Teufelmayr führte die Glockengießerei nur zwei Jahre lang mit seinen Werkführern Ignaz Hertl aus Prag und Michael Sauter.
Ausgewählte Werke:
- 1821 zwei Glocken für die neu erbaute Auerkapelle in Unterdambach (Gemeinde Garsten)[31] und eine Glocke für die Traunfallkapelle bei Roitham am Traunfall[27]
- 1822 je eine Glocke für Maria Taferl[18], Adlwang und Kematen an der Krems[27]

### Johann Hollederer
Johann Heinrich Hollederer (* 1783 in Nürnberg; † 11. August 1847 in Linz) stammt aus evangelischem Elternhaus und wird bereits bei seiner Hochzeit am 8. Oktober 1809 mit der Färbermeisterstochter Maria Anna Schützenberger aus Reichenau im Mühlkreis als Glockengießergeselle genannt. Bei den Glockengießern Gammel und Teufelmayr war er sechs Jahre lang tätig, bevor er 1823 die Werkstätte kaufte und damit Teufelmayrs Nachfolger auf der Glockengießergerechtigkeit in der Landstraße 40 wurde. Er goss nachweislich mehr als 150 Glocken für Kirchen in Oberösterreich und Umgebung.
Ausgewählte Werke:
- 1824 je eine Glocke für Schlüßlberg, Kirchschlag, Michaelnbach und Schleißheim[34]
- 1827 vier Glocken für Haslach an der Mühl, zwei Glocken für Eberstalzell und je eine Glocke für Aurach am Hongar, Rohrbach und St. Ulrich im Mühlkreis[34]
- 1832 drei Glocken für Neukirchen bei Lambach und je eine Glocke für Allhaming, Pichl bei Wels, Rannariedl und Rottenbach[34]
- 1833 drei Glocken für Lindach (Gemeinde Allhaming)[34]
- 1834 fünf Glocken für Urfahr[34]
- 1835 Neuguss zweier Glocken für die Pfarrkirche St. Johann am Wimberg, die Johann Michael Zöchbaur 1784 geschaffen hatte.
- 1836 vier Glocken für die Pfarrkirche St. Magdalena in Linz[34] (eine davon ist noch erhalten)
- 1836 große Glocke für die Elisabethinenkirche in Linz (1916 eingeschmolzen)
- 1838 je drei Glocken für die Minoritenkirche in Linz und für Katsdorf[34]; Stift Lambach[15]
- 1839 fünf Glocken für die Stiftskirche Schlägl; Glocke (1917 eingeschmolzen) für die Pfarrkirche Saxen[34]
- 1841 vier Glocken für Ebelsberg[34]
- 1842 fünf Glocken für Gmunden[34]
- 1843 vier Glocken Steinbach an der Steyr, drei Glocken für Bachmanning und zwei Glocken für Haslach[34]
- 1844 je eine Glocke für Goldwörth, Naarn (1917 abgeliefert), Pergkirchen, Hackstock[35]
- 1845 zwei Glocken für Oftering[35]

„Johann Hollederer und Söhne“:
- 1844 fünf Glocken für Spital am Pyhrn[35]
- 1845 vier Glocken für Alberndorf[35]
- 1846 drei Glocken für Marchtrenk[35] und eine Glocke (1917 abgeliefert) für die Filialkirche Niederzirking[10]
- 1847 je eine Glocke für Aigen im Mühlkreis, Krenglbach, Bad Leonfelden[35]

### Franz Hollederer
Franz Seraphin Hollederer (* 25. September 1815 in Linz; † 6. September 1883 in Linz) wurde katholisch getauft, kehrte nach dem Tod seines Vaters nach Linz zurück und führte dessen Werkstätte unter dem Namen Johann Hollederer und Söhne weiter. Bis zum Ende der 1870er Jahre entstanden etwa 300 Glocken für Kirchen in Oberösterreich, etwa 50 für Niederösterreich und ebenfalls etwa 50 Glocken für Böhmen. Daneben betätigte er sich als „Feuerlöschmaschinen-Fabrikant“.
Ausgewählte Werke:
- 1844 Spital am Pyhrn[32]
- 1845 drei Glocken für Tumeltsham[35]; Alberndorf in der Riedmark
- 1846 Marchtrenk[32]
- 1849 je vier Glocken für Altschwendt[35] und Benešov nad Černou (Beneschau) und Peilstein; große Glocke (1917 eingeschmolzen) für die Pfarrkirche Saxen
- 1850 drei Glocken für Asten[35]
- 1851 drei Glocken für Grünbach[35]
- 1853 Puchheim[32]
- 1854 drei Glocken für Weitersfelden[36]
- 1855 vier Glocken für Strengberg[36]
- 1857 vier Glocken für Pierbach[36]
- 1858, 1859 und 1874 je eine Glocke für Hohenfurt[36]
- 1860 vier Glocken für Kirchberg bei Linz[36]
- 1860 kleine Glocke und 1869 mittlere Glocke für Ondřejov u Kaplice (Andreasberg)[22]
- 1861 vier Glocken für Rüstorf und drei Glocken für Schwarzenberg am Böhmerwald[36]
- 1862 vier Glocken für Gmunden[36]
- 1864 drei Glocken für Oberneukirchen[36]
- 1865 vier Glocken für die Klosterkirche Waldhausen[36]
- 1866 je vier Glocken für Riedau und Großpertholz und drei Glocken für die Marktkirche in Admont[36]
- 1867 fünf Glocken für Meggenhofen, vier Glocken für St. Thomas am Blasenstein, je drei Glocken für die Filialkirche Oberthalheim und Pennewang[36]
- 1869 vier Glocken für Gschwandt[36]
- 1871 drei Glocken für Schönau im Mühlkreis[36]
- 1872 je drei Glocken für Niederthalheim, Altmünster und St. Pankraz[36]
- 1873 eine Glocke für Stift Lambach[15]
- 1879 je eine Glocke in Pupping und Haslach[36]

### Anton Gugg
Anton Gugg (* 3. September 1864 in Braunau; † 17. Mai 1941 in Linz) stammte aus einer alten Glockengießerfamilie, die in Salzburg, Braunau, Passau, Straubing und Znaim tätig war. Nach seinen Wanderjahren in Bayern, Schweiz, Straßburg und Metz arbeitete Anton Gugg als Glockengießer bei U. Kortler in München, bei den Gebrüdern Grüninger in Villingen, in Metallfabriken in Nürnberg und Wien und bei seinem gleichnamigen Onkel in Salzburg. 1891 erwarb sein Vater Rupert Gugg die Österlein’sche Fabrik in der Schubertstraße in Linz, wohin 1892 die Glockengießerwerkstatt aus Braunau verlegt wurde. In Braunau wurden nur mehr gelegentlich kleine Glocken gegossen. Ab 1895 war Anton Gugg Alleininhaber der Firma und goss etwa 300 Glocken für weltweite Auftraggeber. 1907 baute er die Glockengießerei in eine Metallwarenfabrik um. 1917 wurde Anton Gugg der erste Direktor der neu gegründeten Glockengießerei in St. Florian.
Ausgewählte Werke:
- 1895 (event. noch gemeinsam mit seinem Vater Rupert Gugg) fünf Glocken für die Stadtpfarrkirche Bad Leonfelden (nach dem Brand 1892), eine Glocke für Hořice na Šumavě (Höritz)[39]
- 1896 fünf Glocken für Traun und je vier Glocken für Ottensheim und St. Gotthard im Mühlkreis[38]
- 1896 und 1897 je eine Glocke für die Mission in Australien[39]
- 1898 zwei Glocken für Frymburk nad Vltavou (Friedberg)[39]
- 1899 fünf Glocken für Ottensheim und je vier Glocken für Ampflwang und St. Georgen b. T.[38]
- 1901 sieben Glocken für den Neuen Dom in Linz[37]
- 1902 zwei Glocken für Nové Hutě (Kaltenbach) und je eine Glocke für Brettern in Malonty (Meinetschlag), Waiden in Malšín (Malsching) und Kohlgrub in Böhmen.[39]
- 1903 eine Glocke für Koziniec (Galizien)[39]
- 1906 drei Glocken für Sarajevo in Bosnien[39]
- 1907 vier Glocken für Mariannhill in Südafrika und eine Glocke für Cortina d’Ampezzo[39]
- 1909 eine Glocke für Prnjavor (Bosnien)[39]
- 1911 eine Glocke für St. Paul in Holland[39]
- 1913 drei weitere Glocken für Mariannhill[39]